# 대한민국 상법 제609조
대한민국 상법 제609조는 유한회사의 해산사유에 대한 상법 회사법의 조문이다.

## 조문
제609조 (해산사유) ① 유한회사는 다음의 사유로 인하여 해산한다.
1. 제227조제1호·제4호 내지 제6호에 규정된 사유
2. 사원총회의 결의
② 전항제2호의 결의는 제585조의 규정에 의하여야 한다.